# Арктическая гипотеза

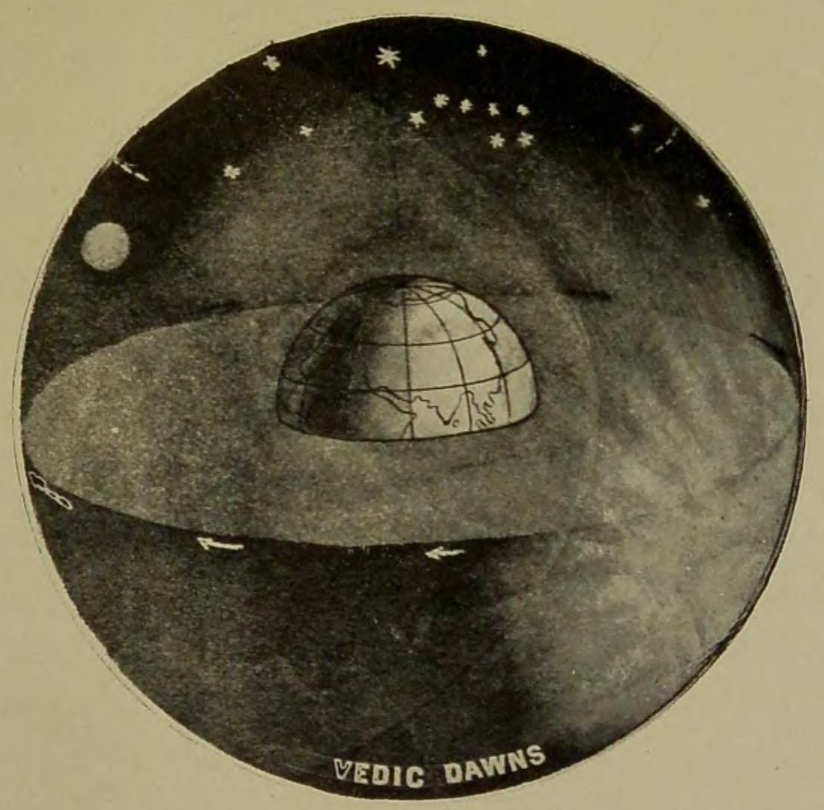
Схема восхода солнца, как она описана в Ведах. Б. Г. Тилак, «Арктическая родина в Ведах», 1903

Аркти́ческая гипо́теза — псевдонаучная гипотеза, предполагающая расположение прародины «ариев» («арийцев» — индоевропейцев) в полярных районах Евразии. Гипотезу сформулировал в 1893—1903 годах индийский мыслитель и деятель индийского национально-освободительного движения Б. Г. Тилак.
Гипотеза не была принята наукой того времени. В современном научном сообществе также не имеет поддержки. Гипотеза получила широкое распространение в псевдоисторических и националистических кругах России.

## История

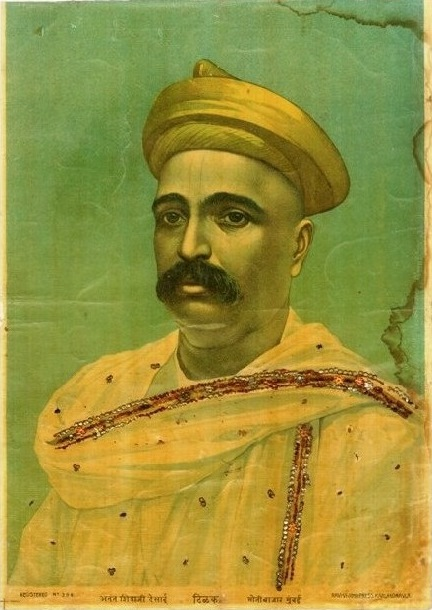
Б. Г. Тилак

Тилак изложил свою гипотезу в книгах «Орион, или Изучение древности Вед» (1893) и «Арктическая родина в Ведах» (1903). 
Большое влияние на Тилака оказали идеи профессора сравнительного богословия и философии религии Бостонского университета Уильяма Ф. Уоррена, который в 1885 году издал книгу «Найденный рай, или колыбель человечества на Северном полюсе». 
Также Тилак основывался на идеях Дж. Риса[кто?] и некоторых познаниях в астрономии и на ведической литературе. 
Книгу 1903 года он подготовил, находясь в заключении, куда попал в 1897 году.
Сторонниками гипотезы являлись некоторые немецкие сторонники идеи «арийской расы» начала XX века, в том числе журналист Йорг Ланц фон Либенфельс — автор апологии расизма «Теозоология» (1904) — и идеолог национал-социализма Герман Вирт, глава общества по изучению наследия предков «Аненербе».
Ныне гипотеза имеет своих последователей среди некоторых индийских интеллектуалов, теософов и зороастрийцев. Также она получила широкое распространение в псевдоисторических и националистических кругах России.

## Содержание гипотезы
Под «ариями» Тилак понимал не только исторических ариев, предков иранцев и индийцев, но предков индоевропейцев вообще («арийцы», псевдонаучный синоним индоевропейцев). 
Тилак отверг лингвистические методы изучения Вед. Он обратил внимание на астрономические указания, содержавшиеся в ведийской литературе. В «Ригведе» упоминалось созвездие Ориона, на санскрите как Аграхайян, то есть «начало года». Поэтому Тилак утверждал, что этот эпос создавался в эпоху, когда в начале года Солнце находилось в созвездии Ориона, что соответствовало середине 5-го тысячелетия до н. э.
Тилак считал, что в ведийских текстах сохранились воспоминания о жизни «ариев» в Заполярье. Легендарную гору Меру он помещал на Северном полюсе, а Айрьяну Вэйдж (родину ариев) — в Арктическом регионе. Он утверждал, что зарю, как она описана в «Ригведе», можно наблюдать только в Арктике.
По мнению Тилака, «арии» жили там в межледниковую эпоху. В то время там был мягкий умеренный климат, позволивший им создать высочайшую цивилизацию. Но 10 тыс. лет назад якобы начался новый ледниковый период, и «ариям» пришлось мигрировать на юг. Во время странствий носителями священных знаний стали избранные жрецы. Древнейшие из известных ведийских гимнов Тилак датировал серединой 5-го тысячелетия до н. э., когда большое число прежних знаний уже было утрачено. Тилак считал, что современная наука лишь приближается к тому, что было известно древним «ариям» и что сохраняется в традиционных индуистских практиках.
Тилак писал:

факт, что те арии, которые выжили после своего вынужденного ухода с земель древнейшей родины, оказались способными, даже несмотря на то, что ими были сохранены лишь фрагменты их цивилизации, доказать своё превосходство над расами, с которыми они встречались на своих путях в начале постледниковья, и что они сумели (как путем завоеваний, так и мирной ассимиляцией) привить этим расам арийские начала в языке, направлении мыслей и в религии, причем в неблагоприятных условиях, — один этот факт доказывает, что изначальная арийская цивилизация была более высокоразвитой, чем та, до которой поднялись неарийские расы, как равно и те арии, что мигрировали к югу раньше, после разрушения их родины надвинувшимся ледником.
Арктику Тилак считал прародиной не только «ариев», но и всего человечества. «Арии», жившие в арктической прародине уже в палеолите умели пользоваться металлами. Он утверждал, что его теория подтверждалась геологическими и археологическими исследованиями.

## Аналогичные идеи
Тилак много цитирует своего предшественника, профессора сравнительного богословия и философии религии Бостонского университета Уильяма Ф. Уоррена. В 1885 году тот издал книгу «Найденный рай, или колыбель человечества на Северном полюсе», в которой на основании разных мифологических традиций обосновывал происхождение человечества из Арктики. На идеи Тилака и Уоррена в работе 1910 года опирался детский писатель, биолог Е. А. Елачич, пытавшийся доказать, что современный человек (Homo sapiens) происходил с Крайнего Севера. Он вольно интерпретировал известные в то время немногочисленные палеоантропологические данные и смешивал две проблемы — происхождение человека и происхождение индоевропейцев, которых он называл «арийцами». Взгляды Елачича противоречили уже современной ему науке и не упоминались в научных дискуссиях.

## Критика
Учёные XX века рассматривали прежде всего пять вариантов вероятного места формирования протоиндоевропейского единства — балтийско-черноморский, анатолийский, балканский, центральноевропейский и степной (черноморско-каспийский). Эти споры продолжаются, но проблема какого-либо примордиального арктического центра специалистами не обсуждается как не имеющая отношения к науке.
Критический разбор арктической гипотезы осуществлён рядом учёных. Гипотеза не имеет археологических подтверждений. Тилак интерпретировал индийские мифы буквально, как облечённые в мифологическую форму воспоминания о реальных древних событиях. 
Вопреки тезису Тилака о древности Вед учёные относят древнейшую их часть к периоду не ранее второй половины 2-го тысячелетия до н. э. Позднее была показана ненадежность опоры на содержащиеся в «Ригведе» астрономические данные. Также, по мнению учёных, географическое положение местностей, описанных в индийских ведах, определить практически невозможно. Г. М. Бонгард-Левин и Э. А. Грантовский отмечают, что мифологемы, связанные с севером, северной страной, скорее всего появились у ариев на их прародине при контактах с северными финно-угорскими соседями.
Историк В. А. Шнирельман отмечает, что гипотеза Тилака получила поддержку российских этнографов Н. Р. Гусевой и С. В. Жарниковой. Гусева пыталась выявить общие черты индуистской и славянской мифологий и создала словарь «русско-санскритских схождений», однако будучи специалистом по этнографии и религии народов Индии, она не была компетентна в лингвистике, индоевропеистике и славяноведении. Вслед за Гусевой, Жарникова развивала идею о близком родстве славянских языков и санскрита и утверждала, что прародина «ариев» лежала на Русском Севере, где, по её мнению, располагалась легендарная гора Меру. Подтверждением этой гипотезы Жарникова считала якобы имеющееся особое сходство санскрита с севернорусскими говорами. При помощи санскрита она объясняла топонимию Русского Севера. Жарникова положительно оценивала популярные любительские экспедиции на север по поиску гиперборейской «арийской» прародины, называя их «научным подвигом». Идеи Гусевой и Жарниковой пользуются популярностью в среде русских националистов и неоязычников. Гипотеза Жарниковой получила распространение в СМИ, включая ряд популярных.
Топонимист и химик А. Л. Шилов подверг критике А. В. Кузнецова и Жарникову за использование санскрита при расшифровке севернорусских топонимов, причём не только неясного происхождения, но и имеющих, по его мнению, вполне прозрачную прибалтийско-финскую или саамскую этимологию. Например, Гангозеро — от карел. hoanga «развилка» или hanhi «гусь»; ручей Сагарев — от карел. и вепс. sagaru «выдра». Соискатель Института лингвистических исследований РАН А. И. Соболев также отмечает, что миф о санскритском происхождении названий Севера основывается на простых созвучиях, не имеющих ничего общего с научной этимологией. Топоним Гангозеро в действительности связан с формой озёр и восходит к карел. hangas «развилина между большим и указательным пальцами», а топоним Мандера указывает на прибрежное положение объектов и был заимствован в русские говоры Обонежья из карел. mandere «материк».
Современные исследователи считают, что идеи Тилака имели для него большой политический смысл. По его мнению, «арии» были первым народом мира, пережившим глобальную катастрофу и утратившим свою древнейшую в мире цивилизацию. В период их расселения по миру многие древние знания были забыты, но в наибольшей мере древнее наследие сохранили «азиатские арии», ставшие прямыми предками индийцев. «Арии» смогли пережить катастрофу, расселиться по миру и, сохранив лишь немного из своих исконных знаний, создали высокую цивилизацию, что доказывало их культурное превосходство. Тилак часто использовал термин «арийская раса», но понимал его не как раса, а как «культурная группа». Эта концепция ставила под сомнение право британцев на господство в Индии. Если предки индийцев были создателями величайшей в мире цивилизации, их потомки не должны терпеть иноземную власть. «Арийская» идея, выраженная в его арктической гипотезе, предоставляла ему широкую идеологическую площадку и позволяла стать из первоначально провинциального политика политиком общеиндийского масштаба. По мнению Шнирельмана, арктическая гипотеза Тилака представляет собой одну из версий «арийского золотого века» — идеи, популярной в Индии того времени.